# Sultanat von Delhi

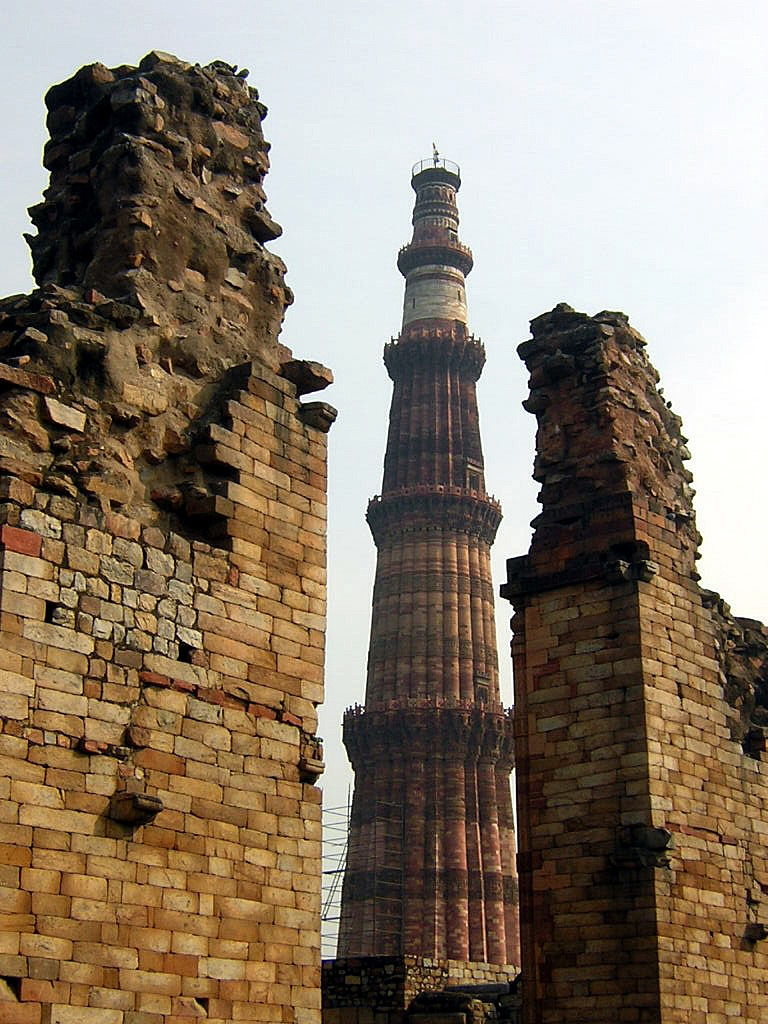
Das Qutb Minar in der Quwwat-ul-Islam-Moschee in Delhi war das Siegeszeichen des Sultans Qutb-ud-Din Aibak (um 1200).

Sultanat von Delhi ist die Bezeichnung für ein bedeutendes islamisches Reich in Nordindien, das von 1206 bis 1526 existierte und durch das Mogulreich abgelöst wurde. Die Hauptstadt war Delhi, das zu einer Metropole aufstieg. Das Sultanat war innerlich nicht sonderlich stabil; Revolten der Statthalter und unterworfener Fürsten (meist Hindus) sowie Umsturzversuche bei Hofe füllten seine Geschichte aus.
Die sogenannte „Sklavendynastie“ (1206–1290) türkisch-paschtunischer Herkunft (in Indien als „Mamluk dynasty“ bezeichnet) gründete das Sultanat von Delhi. Es folgten die Khalji-Dynastie (1290–1320), die Tughluq-Dynastie (1320–1413) türkischer Herkunft, die Sayyid-Dynastie (1414–1451) türkisch-paschtunischer Herkunft und schließlich die Lodi-Dynastie (1451–1526) paschtunischen Ursprungs. 1526 wurde das Sultanat von Delhi vom neu entstehenden Mogulreich erobert.

## Geschichte

### Staatsbildung und -konsolidierung
Das Sultanat entstand aus der „Konkursmasse“ des Ghuridenreiches. Der General Qutb ad-Din Aibak übernahm nach der Ermordung Muizz ad-Din Muhammads von Ghur am Indus im Jahr 1206 die Regierung im Land und gründete (als Mamluk) die „Sklavendynastie“. Er starb nach vier Jahren Herrschaft an einem Unfall beim Polospiel.
Aibaks Schwiegersohn Iltutmish folgte als Sultan und musste Nordindien in einem langen Ringen (gut 17 Jahre andauernd) neu erobern. Zu dem Zweck ließ er sich im Jahr 1229 auch vom Kalifen in Bagdad als Sultan legitimieren. Seine Regierung war religiös weitgehend tolerant. Er wurde deswegen einmal von einem Mullah kritisiert und antwortete, dass er andernfalls seinen Thron verlieren würde. Nach Iltutmischs Tod (1236) versuchte man eine Art Erbfolge einzuführen, und seine Lieblingstochter Radiyya Begum bestieg den Thron. Damit war sie eine der wenigen Königinnen in der Geschichte des Islams. Radiyya wurde (wegen einer Affäre mit einem abessinischen Sklaven) von ihren Mamluken abgesetzt und bei ihrer missglückten Rückkehr ermordet.
Danach wechselten sich mehrere von Iltutmischs Söhnen ab. Von 1242 bis 1246 regierte Masud, ein schwacher Sultan, unter dessen Regierung die Provinzen Sindh, Multan, der obere Punjab, Bengalen und Bihar wieder durch Aufstände verloren gingen. Danach kam Delhi an Masuds Bruder Nasir ad-Din Mahmud (1246–1265), einen frommen Mann, der sich aber nur mit Hilfe seines Schwiegervaters, des einstigen Mongolensklaven Balban, an der Macht hielt, denn der „Rat der Vierzig“, d. h. die Mamluken, hatten das Sagen in Delhi. Balban wurde so zwar kurzzeitig verbannt, musste aber zurückgeholt werden.
Nach Mahmuds Tod wurde Balban (reg. 1265–1287) selbst Sultan. Er unterdrückte jeden Aufruhr unter den nun verfolgten Mamluken, den muslimischen Statthaltern und den Hindufürsten (z. B. Rajputen) mit nie gekannter Härte. Kaum hatte er Lahore zurückgewonnen, sicherte er auch das Sultanat gegen die ständigen Raubzüge der Mongolen ab, indem er die Grenzfestungen verstärken ließ und Truppen entsandte. Der Statthalter von Bengalen revoltierte erfolglos in den Jahren 1280/1282. Balban war jedoch außerstande, die Nachfolge zu regeln, denn sein Sohn Muhammed, der begabte Thronfolger, wurde im Jahr 1285 in einem Hinterhalt von Mongolen getötet. Balbans Enkel Kaikobad war ein Lüstling und wurde ermordet (1290).

### Machthöhepunkt

#### Khalji-Dynastie (1290–1320)
Der milde Armeebefehlshaber Dschalal ud-Din usurpierte für einige Jahre den Thron, erlebte 1292 die Mongolen vor Delhi und wurde von seinem Neffen und Schwiegersohn Ala ud-Din Khalji 1297 ermordet. Ala ud-Din Khalji führte das Sultanat zu seinem Machthöhepunkt und wehrte in den Jahren 1299 und 1303 persönlich die (Tschagatai-)Mongolen vor Delhi ab. Im gleichen Zeitraum fielen die Festungen der Rajputen (z. B. Chittor 1303) in seine Hände, so dass sein Eunuchen-General Malik Kafur in den Dekkan vordringen konnte. In einem beispiellosen Feldzug in den Jahren von 1307 bis 1311 gelang diesem die formelle Unterwerfung der dortigen Hindustaaten, darunter der Hoysala. Es folgte der Raub immenser Reichtümer in den eroberten Gebieten.
Innenpolitisch regierte Ala ud-Din Khalji mit einer Härte, die diejenige Balbans noch übertraf. Die Abwehr der Mongolen erforderte den Aufbau einer riesigen Reiterarmee, die bis zu einer halben Million Mann gezählt haben soll. Das erforderte sehr hohe Steuern, die Bauern (meist Hindus) zahlten die Hälfte der Ernte dafür und wurden so auf das absolute Existenzminimum gedrückt. (Allerdings wurden im Gegenzug zusätzliche Steuern verboten.) Die Lehen wurden beschlagnahmt und gegen feste Gehälter bei Hofe eingetauscht. Heiraten und Beziehungen zwischen den Adelsfamilien unterlagen strikter Kontrolle. Gold in Privathand wurde beschlagnahmt und Alkohol verboten.
Allerdings wurde der alte Ala ud-Din Khalji von Malik Kafur abhängig, welcher im Jahr 1316 einen Anschlag auf seine Rivalen inszenierte, als der Sultan im Sterbebett lag. Ein verkommener Sohn Ala ud-Dins bestieg den Thron und wurde ebenfalls von einem Günstling umgebracht.

#### Tughluq-Dynastie (1320–1413)
Im Jahr 1320 übernahm der Statthalter des Panjab, Ghiyas-ud-din Tughluq Shah I., die Regierung, senkte die Steuern und förderte die Landwirtschaft, bis er samt dem Thronfolger von einem einstürzenden Pavillon erschlagen wurde. Der Attentäter, sein eigener Sohn Muhammad bin Tughluq (1325–1351), der in zeitgenössischen Quellen als hochgebildet, aber wirklichkeitsfremder Theoretiker beschrieben wird, wurde nun Sultan.
Muhammad Tughluqs Freigebigkeit und sein Blutvergießen werden von dem Reisenden Ibn Battuta eindringlich beschrieben. Muhammad besetzte schließlich fast ganz Indien (ohne Kaschmir, Orissa und die Südspitze des Kontinents), führte das Sultanat zum letzten Machthöhepunkt und verursachte mit seinen Fehlentscheidungen auch dessen Niedergang. So verlegte er im Jahr 1327 die Hauptstadt von Delhi nach Deogir (Daulatabad, 230 km nordöstlich von Bombay), das zwar zentral gelegen, aber kein natürliches Machtzentrum war. Die Bevölkerung Delhis wurde umgesiedelt, aber die neue Hauptstadt nach wenigen Jahren schon wieder aufgegeben. Ein Feldzug nach Tibet endete in einer Katastrophe, die Armee ging im Hochgebirge zugrunde. Als drittes wurde die Einführung einer Kupferwährung ein finanzielles Desaster. Die Münzprägung wurde nicht kontrolliert, so dass sich jedes Haus in eine Münzstätte verwandelte.
Aufstände brachen aus und führten zur Selbständigkeit bestehender bzw. zur Bildung neuer Königreiche, nämlich Madurai (1334), Bengalen (1338), Vijayanagar (1336/1346) und das Bahmani-Sultanat (1345). Im Jahr 1407 schließlich machte sich das Sultanat von Gujarat unabhängig.

### Nieder- und Untergang
Auf Muhammad Tughluq folgte sein Vetter Firuz-Schah (1351–1388), der ganz im Sinne des Islam regierte und eine Autobiographie hinterließ. Er fand sich mit der Unabhängigkeit des Dekkans ab, unternahm aber Kriegszüge gegen Bengalen, Orissa und Sindh (wo der Sultan im Jahr 1362 beinahe verschwunden wäre). Als Bauherr ließ Firuz-Schah Moscheen, Festungen, Kanäle und sogar eine neue Hauptstadt namens Firuzabad erbauen. Die Folter wurde abgeschafft. Die religiösen Steuern für Hindus (Dschizya) wurden nun auch von Brahmanen erhoben. Sogar die Opfer seines Vorgängers wurden nach Möglichkeit entschädigt.
Auf Firuz-Schah folgten schwache Sultane, die sich in der Hauptstadt bekämpften, bis Timur Lenk im Jahr 1398 Delhi eroberte. Nach dem Massaker und den Plünderungen Timurs in Delhi erklärten auch die letzten Provinzen ihre Unabhängigkeit. Fortan kontrollierten die Sultane nur noch die Umgebung der Großstadt.

#### Sayyid-Dynastie (1414–1451)
Der von Timur zum Gouverneur des Punjab eingesetzte Khizr-Khan eroberte 1414 Delhi und begründete so die Dynastie der Sayyiden. Nominell blieb das neue Herrscherhaus zunächst ein Vasall des Timuriden Schāh Ruch.

#### Lodi-Dynastie (1451–1526)
1451 folgten die afghanischen Stammesfürsten der Lodi. Ein Wiederaufstieg des Sultanats war damit aber nicht verbunden, nur eine gewisse Stabilisierung der Verwaltung, auf der später die ersten Großmoguln aufbauen konnten. Der erste Sultan der Dynastie, Bahlul Khan Lodi (reg. 1451–1489), war „eher der Vorsitzende eines Fürstenbundes als ein autokratischer Herrscher alten Stils“.
Zuletzt verhalfen Feuerwaffen (Musketen und Kanonen) und die Überlegenheit seiner Reiterei dem Timuriden Babur in der Ersten Schlacht bei Panipat 1526 zum Sieg über Sultan Ibrahim Lodi. Babur besetzte Delhi und Agra und wurde so zum Gründer des Mogulreiches.